# Cédric Makiadi
Cédric Makiadi (Kinshasa, 23 de fevereiro de 1984) é um futebolista profissional congolês que atua como meia.

## Carreira
Cédric Makiadi representou o elenco da Seleção da República Democrática do Congo de Futebol no Campeonato Africano das Nações de 2015.

## Títulos
RDC
- Campeonato Africano das Nações: 2015 - 3º Lugar.